# 怠け者 (ステーンの絵画)
『怠け者』（なまけもの、露: Гуляки、英: Idlers）、または『酒飲み』（さけのみ、英: The Drinker）は、オランダ黄金時代の画家ヤン・ステーンがキャンバス上に油彩で制作した絵画で、まごうことなくステーンの傑作の1つである。画面右上に画家の署名がある。作品は1764年にベルリンで購入されて以来、サンクトペテルブルクのエルミタージュ美術館に収蔵されている。

## 作品
17世紀のオランダの画家たちの多くは、自由競争の中で作品が売れる保証はなく、経済的に不安定であったために兼業をする画家が少なくなかった。ステーンも画家であっただけでなく、故郷のレイデンで小さな宿屋を経営していた。その宿屋がおそらく本作の舞台である。
ステーンは酒飲みたちのドンチャン騒ぎの情景を得意としたが、本作もその部類に属する。画面の陽気で愛すべき酒飲みはステーン自身であり、彼の隣にはステーンの妻マルハレーテ (著名な風景画家ヤン・ファン・ホイエンの娘) がテーブルに突っ伏して眠っている。マルハレーテが眠っている理由は、ステーンが持つ酒のグラスによって説明できる。ステーンはこのようなことは日常茶飯事と気に留めるようでもなく、酒とタバコに余念がない。画面全体の雰囲気は、夫婦の明るい性格だけでなく、2人の幸せな結婚生活を物語っている。
とはいえ、本作は道徳的で教訓的な意味を含んでいる。床の上には脱ぎ捨てられた靴や折れて使えなくなったパイプなどが散乱している。靴は「他人の靴に自分の足を突っ込むな (Men moet niet zijn voeten in een anders schoenen steken)」というオランダの諺を意味するが、オランダ語の「schoen」には二重の意味があり、「靴」だけでなく「娼婦」も意味している。また、マルハレーテの足元の足温器は欲望をほのめかしている。さらに、酒を飲み、タバコをふかすことは命に関わる罪と見られていた。一方、消えたロウソクは「メメント・モリ」 (死を思え) というメッセージを伝える。ゆえに、この絵画は全体として、怠惰で軽薄で罪深い気晴らしを戒めるものなのである。